# Barcelona Open 2024 - Qualificazioni singolare
Le qualificazioni del singolare del Barcelona Open 2024 sono state un torneo di tennis preliminare per accedere alla fase finale. I vincitori dell'ultimo turno sono entrati di diritto nel tabellone principale. In caso di ritiro di uno o più giocatori aventi diritto a questi sono subentrati gli alternate, coloro che vengono ammessi al tabellone principale a causa dell'assenza di un lucky loser che possa sostituire il giocatore ritirato.

## Teste di serie
1. Shang Juncheng (qualificato)
2. Duje Ajduković (qualificato)
3. Harold Mayot (qualificato)
4. Diego Schwartzman (qualificato)
5. Facundo Bagnis (primo turno)
6. Bernabé Zapata Miralles (primo turno)

1. Pablo Llamas Ruiz (primo turno)
2. Pierre-Hugues Herbert (primo turno)
3. Andrea Vavassori (ultimo turno, lucky loser)
4. Benjamin Hassan (primo turno)
5. Hugo Grenier (ultimo turno, lucky loser)
6. Hugo Dellien (ultimo turno)

## Qualificati
1. Shang Juncheng
2. Duje Ajduković
3. Harold Mayot

1. Diego Schwartzman
2. Nick Hardt
3. Marco Trungelliti

### Lucky loser
1. Andrea Vavassori

1. Hugo Grenier

## Tabellone

### Legenda
| - Q = Qualificato - WC = Wild card - LL = Lucky loser | - ALT = Alternate - SE = Special Exempt - PR = Protected Ranking | - w/o = Walkover - r = Ritirato - d = Squalificato |

### Sezione 1
|  | Primo turno | Primo turno            | Primo turno            | Primo turno | Primo turno |  |  | Ultimo turno | Ultimo turno   | Ultimo turno   | Ultimo turno | Ultimo turno |  |
|  |             |                        |                        |             |             |  |  |              |                |                |              |              |  |
|  | 1           | Shang Juncheng         | Shang Juncheng         | 6           | 6           |  |  |              |                |                |              |              |  |
|  |             | Abedallah Shelbayh     | Abedallah Shelbayh     | 2           | 1           |  |  | 1            | Shang Juncheng | Shang Juncheng | 6            | 6            |  |
|  | WC          | Nicolás Álvarez Varona | Nicolás Álvarez Varona | 6           | 2           |  |  | 11           | Hugo Grenier   | Hugo Grenier   | 4            | 4            |  |
|  | 11          | Hugo Grenier           | Hugo Grenier           | 7           | 6           |  |  |              |                |                |              |              |  |

### Sezione 2
|  | Primo turno | Primo turno           | Primo turno           | Primo turno | Primo turno |  |  | Ultimo turno | Ultimo turno       | Ultimo turno       | Ultimo turno | Ultimo turno |  |
|  |             |                       |                       |             |             |  |  |              |                    |                    |              |              |  |
|  | 2           | Duje Ajduković        | 67                    | 6           | 6           |  |  |              |                    |                    |              |              |  |
|  | WC          | Max Alcalá Gurri      | 7                     | 2           | 0           |  |  | 2            | Duje Ajduković     | Duje Ajduković     | 6            | 6            |  |
|  |             | Oriol Roca Batalla    | Oriol Roca Batalla    | 6           | 6           |  |  |              | Oriol Roca Batalla | Oriol Roca Batalla | 4            | 4            |  |
|  | 8           | Pierre-Hugues Herbert | Pierre-Hugues Herbert | 4           | 1           |  |  |              |                    |                    |              |              |  |

### Sezione 3
|  | Primo turno | Primo turno               | Primo turno         | Primo turno | Primo turno |  |  | Ultimo turno | Ultimo turno     | Ultimo turno     | Ultimo turno | Ultimo turno |  |
|  |             |                           |                     |             |             |  |  |              |                  |                  |              |              |  |
|  | 3           | Harold Mayot              | 62                  | 6           | 6           |  |  |              |                  |                  |              |              |  |
|  |             | Nikolás Sánchez Izquierdo | 7                   | 2           | 3           |  |  | 3            | Harold Mayot     | Harold Mayot     | 6            | 6            |  |
|  | WC          | David Jordà Sanchis       | David Jordà Sanchis | 4           | 64          |  |  | 9            | Andrea Vavassori | Andrea Vavassori | 4            | 3            |  |
|  | 9           | Andrea Vavassori          | Andrea Vavassori    | 6           | 7           |  |  |              |                  |                  |              |              |  |

### Sezione 4
|  | Primo turno | Primo turno       | Primo turno       | Primo turno | Primo turno |  |  | Ultimo turno | Ultimo turno      | Ultimo turno      | Ultimo turno | Ultimo turno |  |
|  |             |                   |                   |             |             |  |  |              |                   |                   |              |              |  |
|  | 4           | Diego Schwartzman | Diego Schwartzman | 7           | 6           |  |  |              |                   |                   |              |              |  |
|  | WC          | Pol Martín Tiffon | Pol Martín Tiffon | 5           | 1           |  |  | 4            | Diego Schwartzman | Diego Schwartzman | 6            | 6            |  |
|  |             | Denis Evseev      | 6                 | 3           | 6           |  |  |              | Denis Evseev      | Denis Evseev      | 2            | 0            |  |
|  | 10          | Benjamin Hassan   | 2                 | 6           | 3           |  |  |              |                   |                   |              |              |  |

### Sezione 5
|  | Primo turno | Primo turno      | Primo turno | Primo turno | Primo turno |  |  | Ultimo turno | Ultimo turno | Ultimo turno | Ultimo turno | Ultimo turno |  |
|  |             |                  |             |             |             |  |  |              |              |              |              |              |  |
|  | 5           | Facundo Bagnis   | 4           | 6           | 3           |  |  |              |              |              |              |              |  |
|  | Alt         | Nick Hardt       | 6           | 2           | 6           |  |  | Alt          | Nick Hardt   | 4            | 7            | 6            |  |
|  |             | Matteo Martineau | 2           | 6           | 1           |  |  | 12           | Hugo Dellien | 6            | 60           | 3            |  |
|  | 12          | Hugo Dellien     | 6           | 3           | 6           |  |  |              |              |              |              |              |  |

### Sezione 6
|  | Primo turno | Primo turno             | Primo turno             | Primo turno | Primo turno |  |  | Ultimo turno | Ultimo turno      | Ultimo turno      | Ultimo turno | Ultimo turno |  |
|  |             |                         |                         |             |             |  |  |              |                   |                   |              |              |  |
|  | 6           | Bernabé Zapata Miralles | Bernabé Zapata Miralles | 2           | 1           |  |  |              |                   |                   |              |              |  |
|  |             | Gianluca Mager          | Gianluca Mager          | 6           | 6           |  |  |              | Gianluca Mager    | Gianluca Mager    | 3            | 1            |  |
|  |             | Marco Trungelliti       | 6                       | 5           | 6           |  |  |              | Marco Trungelliti | Marco Trungelliti | 6            | 6            |  |
|  | 7           | Pablo Llamas Ruiz       | 3                       | 7           | 4           |  |  |              |                   |                   |              |              |  |